# Oggelshausen
Oggelshausen település Németországban, azon belül Baden-Württembergben. Lakosainak száma 967 fő (2023. december 31.).

## Népesség
A település népessége az elmúlt években az alábbi módon változott:
| Lakosok száma | 740  | 803  | 829  | 811  | 786  | 891  | 952  | 953  | 917  | 967  |
|               | 1961 | 1967 | 1974 | 1980 | 1986 | 1993 | 1999 | 2005 | 2012 | 2023 |